# Axiologina ferrumeguinum
Axiologina ferrumeguinum är en tvåvingeart som beskrevs av Friedrich Georg Hendel 1909. Axiologina ferrumeguinum ingår i släktet Axiologina och familjen fläckflugor. Inga underarter finns listade.